# Midriasi
La midriasi è la condizione fisiologica di dilatazione della pupilla dell'occhio in assenza di luce. La miosi è, invece, il processo opposto alla midriasi, cioè la riduzione del diametro pupillare.

## Percorso dello stimolo nervoso
La midriasi viene mediata dall'azione di fibre nervose del sistema nervoso simpatico, regolata dai tubercoli quadrigemini superiori nel tetto del mesencefalo che riceve informazioni sull'intensità luminosa esterna tramite collegamenti con il nucleo pre-tettale, a sua volta in contatto con fibre provenienti dal nervo ottico. Dai tubercoli quadrigemini superiori, tramite la via extrapiramidale tetto-spinale lo stimolo nervoso giunge tramite il cordone laterale del midollo spinale al centro cilio-spinale.
Queste fibre provengono dal midollo spinale dal centro cilio-spinale (C8-T1), escono con radici anteriori, attraversano il ganglio stellato e il ganglio vertebrale salendo sino al ganglio cervicale superiore del simpatico, ove contraggono sinapsi con il secondo neurone. Il secondo neurone emette l'assone che segue la carotide interna tramite il plesso carotideo interno e risalendo verso la cavità orbitaria si associa al nervo oftalmico del nervo trigemino (V) costituendo la radice lunga del ganglio ciliare. Entrato nella cavità orbitaria, attraversa il ganglio ciliare senza contrarre sinapsi e raggiunge il muscolo dilatatore della pupilla nello spessore dell'iride.
La funzione fisiologica di questo meccanismo consiste nell'aumento del diaframma di apertura del sistema ottico dell'occhio, permettendo l'ingresso di stimoli luminosi sufficienti ad attivare la reazione dei bastoncelli nella visione mesopica o notturna.

## Condizioni patologiche croniche
La paralisi del nervo oculomotore, lo spasmo delle fibre longitudinali iridee, un'irritazione del sistema nervoso simpatico o l'abolizione del riflesso irideo, quali condizioni di amaurosi o ambliopia, generano una situazione patologica e quindi di persistente midriasi, con conseguente fenomeno di abbagliamento.

## Midriasi farmacologica
L'instillazione di alcune sostanze nell'occhio (uso topico) può provocare dilatazione del diametro pupillare. Queste sostanze, dette appunto sostanze midriatiche, trovano impiego in oftalmologia ad esempio per la preparazione all'esame del fundus oculare mediante l'oftalmoscopio.
Le sostanze maggiormente utilizzate per procurare midriasi farmacologica sono:
- Tropicamide: breve durata d'azione
- Ciclopentolato: più lunga durata d'azione
- Atropina: in disuso per l'eccessiva durata d'azione e per le problematiche legate al dosaggio.

La midriasi può essere provocata anche da psicofarmaci.